# Radio Mix
Albums de Autechre
Chiastic Slide
(1997) Cichlisuite
(1997)
Radio Mix est un album promotionnel du groupe de musique électronique britannique Autechre, sorti en 1997 pour accompagner la sortie de Chiastic Slide.

## Titres
1. [Sans titre] – 59:26 (mixes)
2. [Sans titre] – 3:40 (interview)

La première piste de l'album est un mix continu, probablement des pistes suivantes (elles ne sont pas indiquées sur l'édition) :
- Gescom - Mag (Autechre Remix)
- Lexis - Hypnotise (Autechre Remix)
- Gescom - Keynell (Remix)
- Slowly - On The Loose (For Internal Use Only)
- Push Button Objects - Non-Existent (Keyed In By Gescom)
- Jimi Tenor - Take Me Baby (Remix)
- Impulse - One Six Four Seven (Numbers Rammed Down My Ear Mix)
- Edge Of Motion - Earth Ball (Autechre Remix)
- Skinny Puppy - Killing Game (Autechre Remix)